# Antidepressiva läkemedel

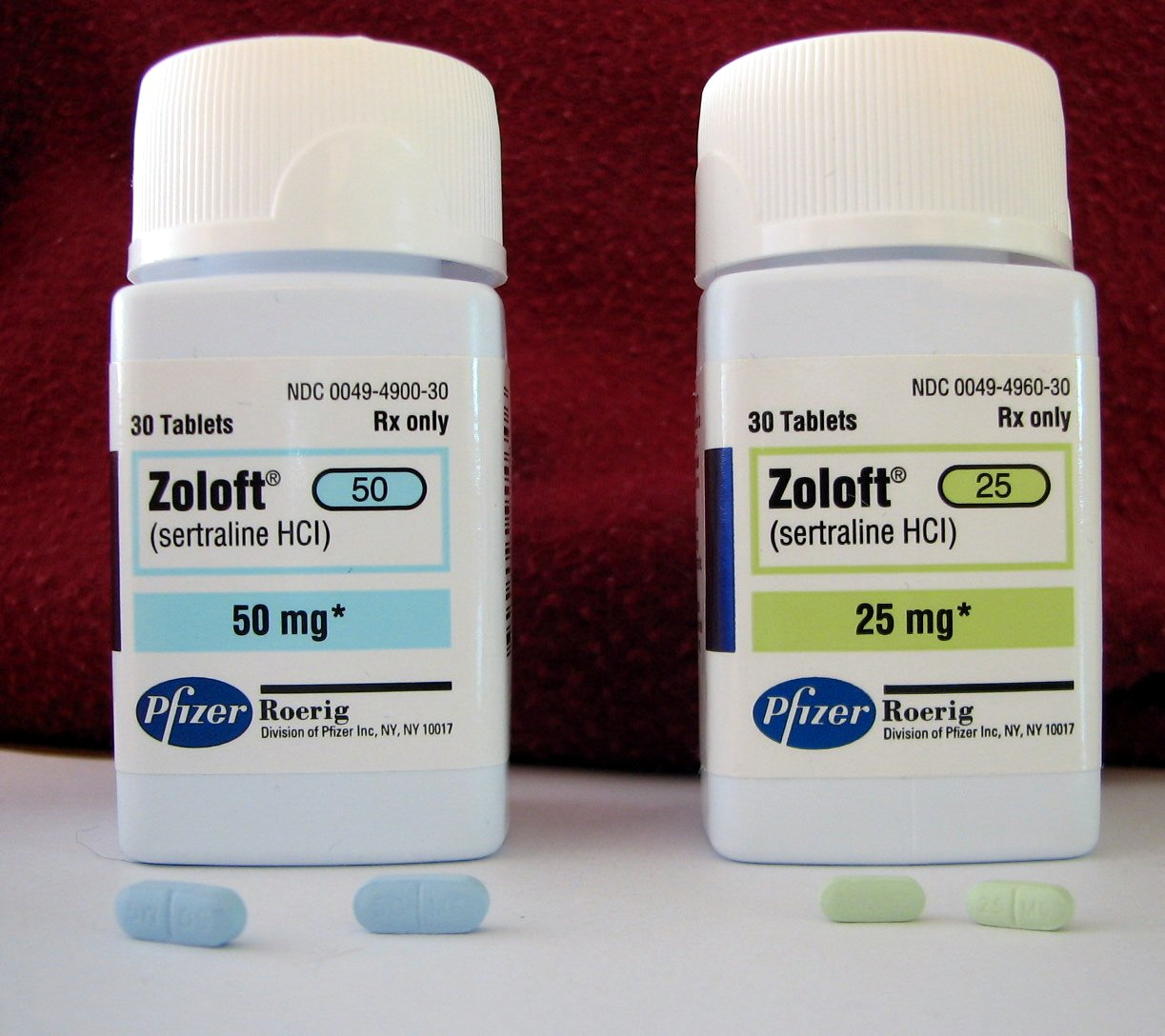
Zoloft, varunamn för SSRI-substansen sertralin

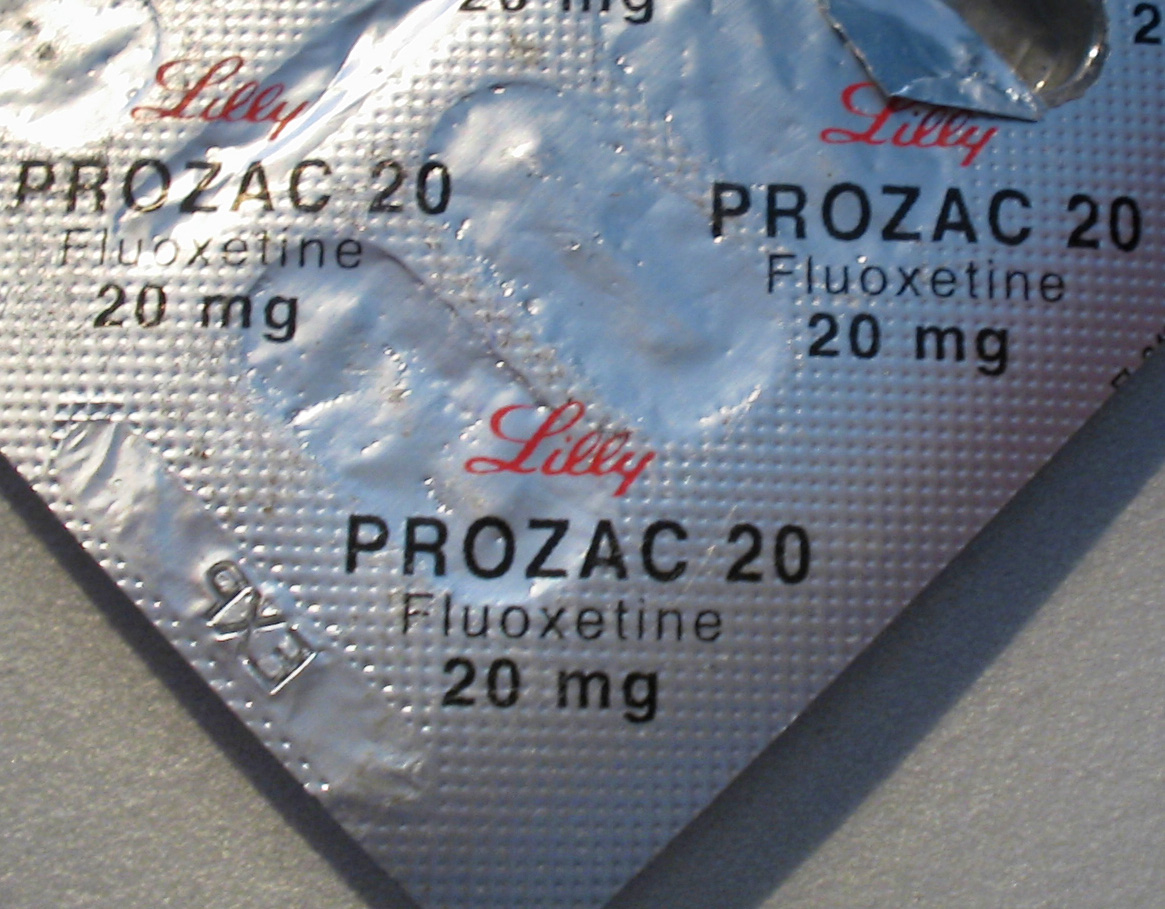
Fluoxetin, en selektiv serotoninåterupptagningshämmare (SSRI) under namnet Prozac

Antidepressiva läkemedel, i singular även antidepressivum, är en grupp psykoterapeutiska läkemedel som huvudsakligen används mot depression och dystymi. Särskilt förknippas läkemedelsgrupper som SSRI, MAO-hämmare och tricykliska antidepressiva med begreppet. (Egentligen bryter en sådan indelning mot en grundläggande princip för klassificering - nämligen att man ska klassificera efter en och samma princip. SSRI och MAO är klassificerade efter sin kemiska verkan i kroppen, tricykliska efter preparatens kemiska formler.) Det händer att personer som slutar med antidepressiva drabbas av abstinenssyndrom från antidepressiva substanser. Tidigare användes också begreppet tymoleptika. Numera räknas antidepressiva som en undergrupp till psykoanaleptika.

## Effektivitet
Forskningen är motstridig gällande huruvida antidepressiva medel är effektiva mot depression och har funnit både för och nackdelar. Forskningsläget är oklart gällande om antidepressiva har någon effekt för barn och unga trots detta har användningen i den här gruppen ökat skarpt. Enligt socialstyrelsen ökar förskrivningen mest bland barn och ungdomar. Men den högsta konsumtionen för en enskild grupp är i nuläget de som är 65 och äldre. Bland annat en studie från 2018 visade att de vanligast förskrivna antidepressiva medlen enbart var något effektivare än placebo under korttidsbehandling för vuxna med egentlig depression. Men andra studier har också funnit att placeboeffekten kan stå för det mesta eller hela medlens uppmätta effekt.

## Historia

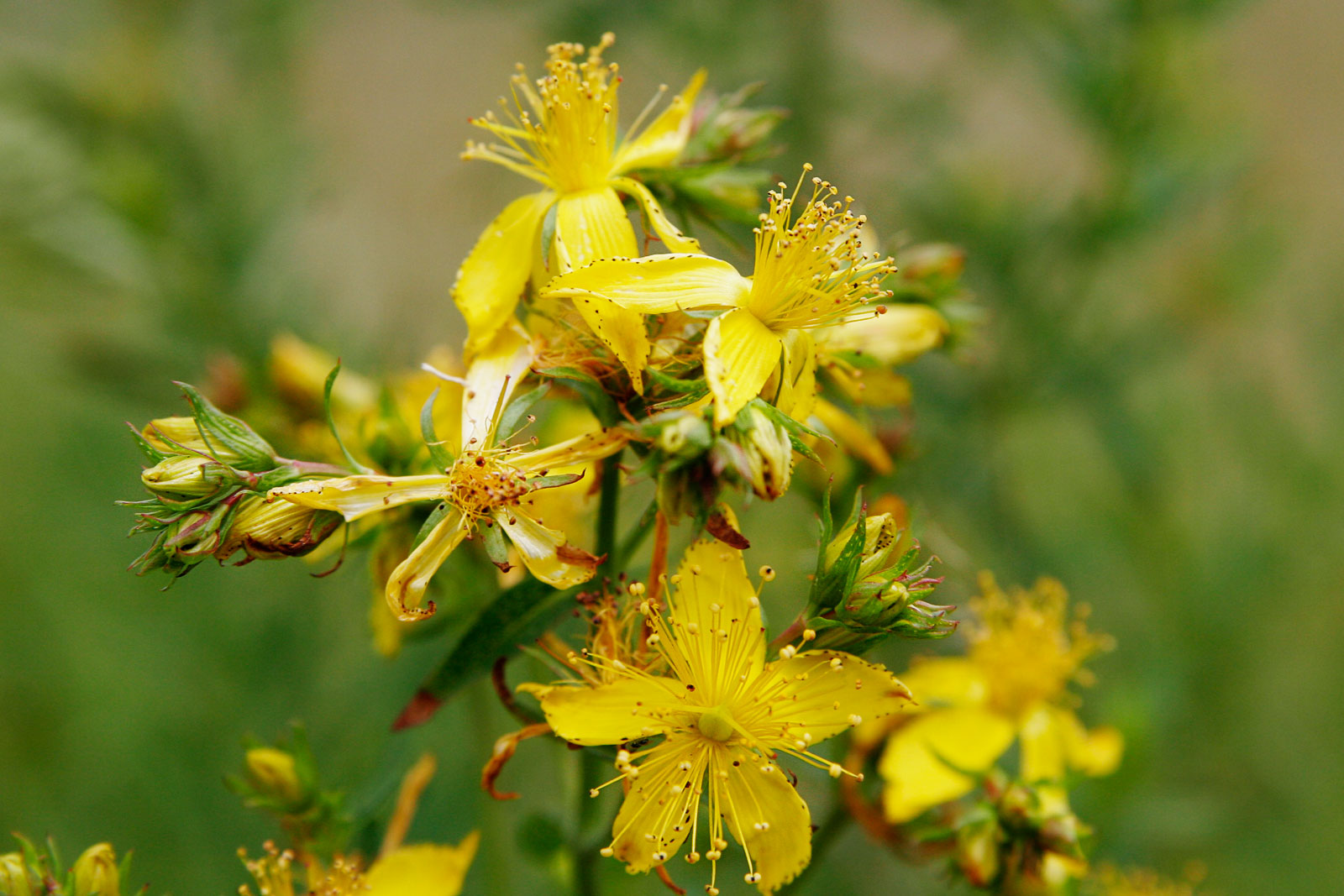
Johannesört, traditionellt använt mot lindrig oro.

Opium och johannesört har traditionellt använts för behandling av depression men de antidepressiva läkemedlens moderna historia började med isoniazid.

### Isoniazid och iproniazid
1951 gjorde Irving Selikoff och Edward Robitzek, två läkare på Sea View Hospital i Staten Island, USA, kliniska prövningar för att utvärdera två nya kemiska substanser från Hoffman-LaRoche mot tuberkulos: isoniazid och iproniazid. Det var bara de patienter vars utsikter för tillfrisknande var dåliga som behandlades, men deras tillstånd förbättrades avsevärt av behandlingen. Selikoff och Robitzek noterade en "obetydlig allmän stimulering". Patienterna visade en återuppväckt vigör som förvisso vid några tillfällen ledde till disciplinära problem" Historien om den lovande behandlingen som var ett resultat av forskningen på Sea View Hospital blev mycket omskriven i pressen.
1952 beslutade Max Lurie, psykiater från Cincinnati, efter att ha studerat Selikoffs och Robitzeks upptäckt, att pröva isoniazid och iproniazid på sina egna patienter. Året därpå rapporterade han med kollegan Harry Salzer att isoniazid hade förbättrat depressionstillståndet hos två tredjedelar av patientgruppen. Samtidigt myntade de termen antidepressivum för att beskriva dess verkan.
En liknande historia utspelade sig i Paris, där Jean Delay, psykiatriansvarig på Sainte-Anne-sjukhuset, fick höra om isoniazids bieffekter av sina lungläkarkollegor på Cochin-sjukhuset. 1952, vilket är tidigare än Lurie och Salzer, rapporterade han med sin ST-läkare Jean-Francois Buisson om isoniazids positiva verkan på depressiva patienter. Av anledningar utan koppling till beprövad effekt ersattes i medicinsk praxis isoniazid av det mer toxiska iproniazid som antidepressivt läkemedel, även om det fortfarande används vid tuberkulosbehandling. De antidepressiva verkningsmekanismerna hos isoniazid är inte helt klargjorda, men det spekuleras i att effekten beror på att det hämmar diaminoxidas kombinerat med en svagare hämning av monoaminoxidas A.
Tuberkulosläkemedlet iproniazid utvärderades av Selikoff och Robitzek samtidigt som isoniazid och rapporterades ha högre "psykostimulant" effekt även om det var på bekostnad av en högre toxicitet.
Efter isoniazidrapporterna släpptes avhandlingar av Jackson Smith, Gordon Kamman, George Crane och Frank Ayd som beskrev psykiatrisk användning av iproniazid, och Ernst Zeller gjorde upptäckten att iproniazid fungerar som en potent monoaminoxidashämmare.
Iproniazid betraktades som av ringa betydelse tills Nathan Kline, en inflytelserik och karismatisk forskningsansvarig på Rockland State Hospital, populariserade den som en "psychic energizer" för såväl fack- som lekmannapubliken i medicinsk som vanlig press.
Eftersom det inte gick att ta patent på isoniazid hårdlanserade Roche i stället iproniazid i en stor marknadsföringskampanj som ett receptfritt läkemedel mot depression. Försäljningen ökade markant under de följande åren, ända tills den blev receptbelagd 1961 på grund av dödsfall orsakade av leverförgiftning.

### Läkemedel
I slutet av 1950-talet testade Ciba-Geigy en ny medicin på schizofreni - imipramin eller Tofranil. Effekten var dock dålig och en del patienter fick sina schizofrena symptom förvärrade. Men en grupp deprimerade, som också fått testa medicinen, blev i stället bättre. Detta ledde till att imipramin 1957 inregistrerades som den första antidepressiva medicin som verkar genom att minska återuppsuget av signalsubstanser - främst serotonin och noradrenalin. Tofranil blev också det första i en grupp mediciner, som på grund av sin kemiska formel kallas tricykliska (TCA). Andra exempel på TCA är desipramin (Petrofin), amitriptylin (Tryptizol, Saroten), nortriptylin (Sensaval), protriptylin (Concordin), klomipramin (Anafranil), lofepramin (Tymelyt) och trimipramin (Surmontil). Rent kemiskt är den antiepileptiska medicinen karbamazepin (Tegretol, Hermolepsin) också tricyklisk, men brukar inte räknas till denna grupp. Maprotilin (Ludiomil) har en annan kemisk uppbyggnad - s.k. tetracyklisk - men liknar till sin verkan de tricykliska preparaten.
Uppmärksamheten riktas mot hjärnans signalsubstanser, budbärare av signaler mellan celler. Den grupp av signalsubstanser som visar sig ha betydelse är de så kallade monoaminerna. Det finns tre viktiga monoaminer: serotonin, noradrenalin och dopamin. 
De första antidepressiva läkemedlen påverkade alla tre substanserna, de så kallade tricykliska antidepressiva: TCA. Effekten var dock starkast på serotonin eller noradrenalin. Länge trodde man att det var noradrenalinet som gav den antidepressiva effekten. Klomipramin visade sig dock ha starkast effekt på serotonin och har förutom antidepressiv verkan även effekt på tvångssyndrom och panikångest.
Medlen var dessutom antikolinerga, dvs. de blockerade signalsubstansen acetylkolin. Detta anses ha bidragit till en antidepressiva effekten men gav å andra sidan biverkningar som muntorrhet. På äldre människor ledde den antikolinerga effekten ofta till förvirring. Medlen var dessutom toxiska och i många fall farliga för hjärtat hos äldre patienter. Men biverkningarna kunde också användas för andra syften. Både Tofranil imipramin och Tryptizol amitriptylin har varit inregistrerade som mediciner mot sängvätning hos barn. Idag används TCA inte i lika stor utsträckning som tidigare, men Tryptizol amitriptylin och i viss utsträckning Sensaval nortriptylin har fått en viss renässans då de också kan användas mot vissa smärttillstånd.

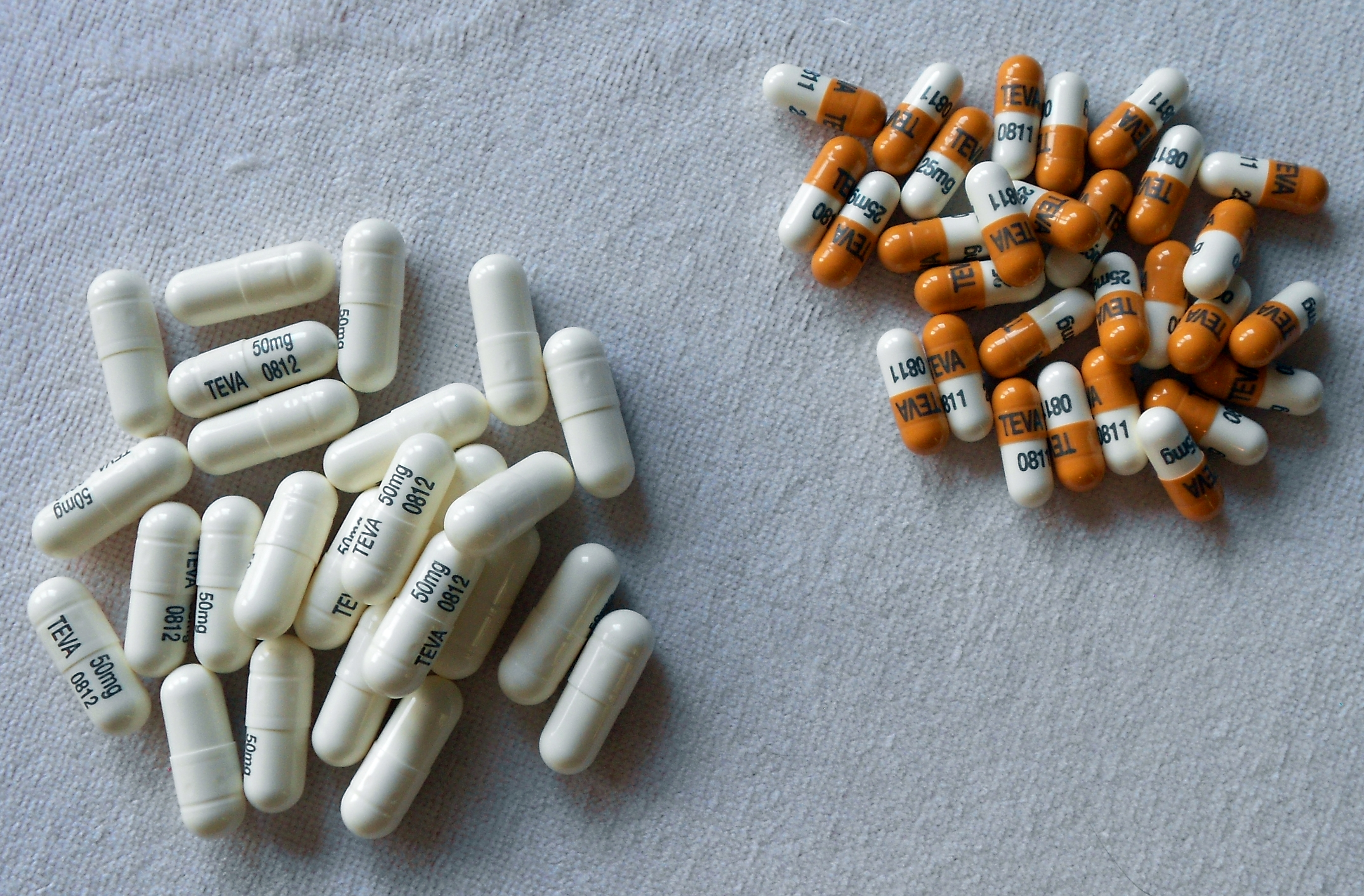
Nortriptylintabletter

De kemiska ämnena i imipramin, klomipramin, amitriptylin och lofepramin är s.k. tertiära aminer och har i sig själva en antidepressiv effekt. Som regel påverkar de i huvudsak signalsubstansen serotonin. (Undantaget är lofepramin, som nästan enbart påverkar noradrenalin.) I kroppen metabliseras de dock till s.k. sekundära aminer, som också har antidepressiv effekt - men då som regel med huvudsaklig verkan på noradrenalin. Imipramin omvandlas till exempel till desipramin, som också funnits som ren antidepressiv medicin med varumärket Petrofin. På samma sätt omvandlas amitriptylin till nortriptylin. Även klomipramin omvandlas, men dess metabolit har aldrig varit inregistrerad som egen medicin. Metaboliten minskar dock klomipramins effekt på till exempel tvångssyndrom och panikångest. För att motverka detta får därför klomipramin starkare effekt om det injiceras i sprutform. Den antidepressiva effekten blir då också bättre och ges idag som alternativ till ECT.
Den kemiska effekten hos TCA var dock inte ren. Förutom att hämma återuppsuget av noradrenalin och/serotonin hade den ytterligare en antidepressiv verkan genom att göra receptorerna för samtliga tre monoaminer (serotonin, noradrenalin och dopamin) mer känsliga. Men de kunde också blockera receptorer för till exempel histamin eller i viss utsträckning även noradrenalin. På så sätt har amitriptylin också en ångestdämpande effekt. Trimipramin har en viss blockerande effekt på dopamin.
Ytterligare ett TCA-preparat har varit inregistrerat i Sverige - opipramil, som såldes under varunamnet Ensidon. Denna medicin hade god ångestdämpande verkan, men den antidepressiva effekten var svag. 
Eftersom man länge hade den uppfattningen att den det antidepressiva effekten berodde på en hämning av återuppsuget av noradrenalin, försökte man utveckla mediciner som var så specifika som möjlig. Maprotilin (Ludiomil) togs fram av Ciba-Geigy som den första selektiva återupptagshämmaren av noradrenalin. Men maprotilin har dessutom receptorblockerande effekt på bl.a. histamin och receptorstimulerande effekter på samtliga tre monoaminer. Medlet brukar därför numeras klassificeras som en icke-selektiv medicin. Mianserin (Tolvon) är liksom maprotilin ett tetracykliskt preparat. Men mianserin hämmar inte återuppsuget av noradrenalin. I stället ökar frisättningen av denna signalsubstans och maprotilin blir på detta sätt den antidepressiva medicin vars verkan på hjärnan främst liknar verkningsmekanismen hos ECT. Mianserin påverkar dessutom vissa serotoninreceptorer.
Klomipramin (egentligen klorimipramin)¨har starkare verkan på serotonin än de övriga. (Det finns t.o.m. de som anser att klomipramin har starkare effekt på serotonin än SSRI), men dess metabolit påverkar noradrenalin, varför medlet inte blir selektivt. Klomipramin visade sig ha stark effekt även på panikångest och tvångstankar. Men biverkningar i form av svettningar, myrkrypningar, impotens eller svårighet för kvinnor att få orgasm var större.
Trimipramin (Surmontil) har endast svag effekt på återuppsuget av serotonin och noradrenalin - trots detta har medlet antidepressiv effekt. Kemiskt liknar det både imipramin och ett neuroleptikum - levomepromaxin. Liksom neuroleptika blockerar trimipramin i viss utsträckning dopamin. Trimipramin har därför ofta valts för patienter där antidepressiv behandling lätt utlöser lättare manier - s.k. hypomanier - eller andra psykotiska tillstånd -
Medlet har lugnande och ångestdämpande verkan, är inte hämningslösande och stör inte REM-sömnen. Odd Lingjærde hävdar att det finns psykiater som vill klassificera medlet som ett atypiskt neuroleptikum. 
På 1970-talet började den svenske forskaren och nobelpristagaren Arvid Carlsson betrakta serotoninet som den mest betydelsefulla signalsubstansen vid depressionssjukdomar. Han hjälpte Astra att utveckla det första s.k. SSRI-prepratet. (SSRI betyder Selective Serotonine Reuptake Inhibitor.) Astras preparat lanserades under namnet Zelmid (zimelidin) 1982.
Läkemedlet drogs dock tillbaka efter rapporter om fall av allvarlig nervskada i samband med behandlingen. År 1988 släpptes fluoxetin i USA, under namnet Prozac, vilket beskrevs i böcker och massmedia som det nya "lyckopillret". I Sverige blev det godkänt först 1995 och då under namnet Fontex. 
I slutet av 1990-talet kom ytterligare fyra nya läkemedel som tillhör den andra generationens antidepressiva läkemedel, så kallade selektiva serotoninåterupptagshämmare, SSRI. Dessa fyra var sertralin (Zoloft), citalopram (Cipramil), escitalopram (Cipralex) och paroxetin (Seroxat). På senare år har man även forskat fram läkemedel som specifikt påverkar signalsubstansen noradrenalin och även läkemedel som påverkar både noradrenalin och serotonin. Ett problem är det tar flera veckor innan medlen har full effekt. Först minskar hämningen, därefter blir sinnesstämningen bättre. Detta får till konsekvens att risken för självmord kan öka i början av behandlingen. Trimipramin anses här ha en fördel framför andra medel.
De antidepressiva läkemedlen är inga läkemedel som producerar artificiell lycka åt patienten, utan är till för att återställa de naturliga nivåerna av signalsubstanserna i hjärnan. Det är därför antidepressiva medel endast har effekt på de som redan är diagnosticerade med någon psykisk åkomma, såsom depression, och inte några andra (utom möjligen biverkningar).
2009 lanserades det första läkemedlet av typen melatoninagonister- agomelatin. Enligt studier har det ungefär samma verkan som traditionella SSRI-preparat.

## Biverkningar SSRI
Vanliga biverkningar för läkemedel i SSRI-kategorin är:
- Viktförändringar (viktökning, viktminskning)
- Darrningar
- Yrsel
- Illamående
- Muntorrhet
- Sexuella biverkningar såsom oförmåga att uppnå orgasm

En inte alltför ovanlig biverkning av SSRI är att patienten drabbas av en känsla av att bli överdrivet lugn, vilket inte känns bra. Vid depressionsbehandling kan förhöjd suicidrisk föreligga vid i-/utsättning, speciellt gällande barn (gäller alla antidepressiva oavsett kategori). Orsaken till detta är att den håglöshet som ofta sammanhänger med depression hävs före de andra symptomen.[källa behövs] Patienterna informeras om att det under de första veckorna av behandlingen även kan uppstå en ökad ångest som kommer att gå över. Det är då lättare att hantera den första ångestförstärkningen när man vet vad den beror på och att den kommer att gå över. De flesta biverkningar har en tendens att spontant upphöra när medicineringen har pågått en längre tid och kroppen hunnit anpassa sig. Förlust av sexuellt intresse kan dock kvarstå under hela medicineringen, men återgår till det normala när medicineringen upphör.
En vanlig biverkan vid behandling med antidepressiv medicin är viktökning. Även SSRI-preparaten kan åstadkomma sådan – särskilt om de kombineras med annan medicin. Men risken för att personer skall öka i vikt är mindre med SSRI-preparat än andra antidepressiva. En del kan till och med minska i vikt – särskilt av fluoxetin. SSRI-preparat stör dock som regel den sexuella förmågan mer än andra antidepressiva. Mest störande på sexualfunktionen är klomipramin, som inte är ett SSRI-preparat utan ett TCA-preparat med kraftig effekt på serotoninsystemet. Minst besvärande är det numera avregistrerade nefazodon, som inte heller räknades till SSRI i strikt mening men också huvudsakligen utövade sin verkan på serotoninsystemet.
Vid goda behandlingsresultat av depression med SSRI fortsätts ofta behandlingen en tid för att minska risken för återfall.
Vid utsättning av ett SSRI-preparat sker en gradvis nedtrappning av dosen i ett par veckor för att undvika de utsättningssymptom som många av medlen medför. Substanserna är ej beroendeframkallande, men eventuella utsättningssymptom kan misstas för abstinenssymptom. Dessa "abstinenssymptom" försvinner i regel inom några veckor, ofta inom dagar.
Alla SSRI elimineras via kroppens CYP450-system. Detta kan leda till interaktion med andra läkemedel främst på grund av hämning av CYP3A4 och CYP2D6.
Övermedicinering med SSRI eller medicinering med SSRI i kombination med andra läkemedel som påverkar serotonerg aktivitet kan leda till ett så kallat serotonergt syndrom. Detta kännetecknas av tremor, irritabilitet, uttalade gastrointestinala biverkningar och rastlöshet. I de allra värsta fallen kan man få temperaturstegringar, förvirring och påverkan på cirkulationssystemet och därmed bli livshotande. Läkarhjälp är nödvändig med omedelbar verkan om dessa symptom uppkommer till följd av till exempel överdos.
En liten grupp patienter får även kvarstående biverkningar efter avslutad medicinbehandling. Detta kallas för PSSD (post-SSRI sexual dysfunction).
SSRI kan påverka ämnesomsättningen, och visa sig som sänkta värden tyreoideahormoner. Låga värden TSH förstärker medicinens verkan.

## Användning
Antidepressivum åtskiljs generellt från centralstimulantia; andra preparat som används för en omedelbar euforisk effekt ses inte heller som antidepressivum. Läkemedlen används huvudsakligen farmakologisk behandling av:
- Depression
- Dystymi och
- Melankoli

Trots namnets antydningar används läkemedlen dock ofta även som behandling av andra tillstånd såsom:
- Ångest
- Bipolär sjukdom
- Tvångstankar
- Ätstörningar
- Kronisk smärta (gäller TCA)

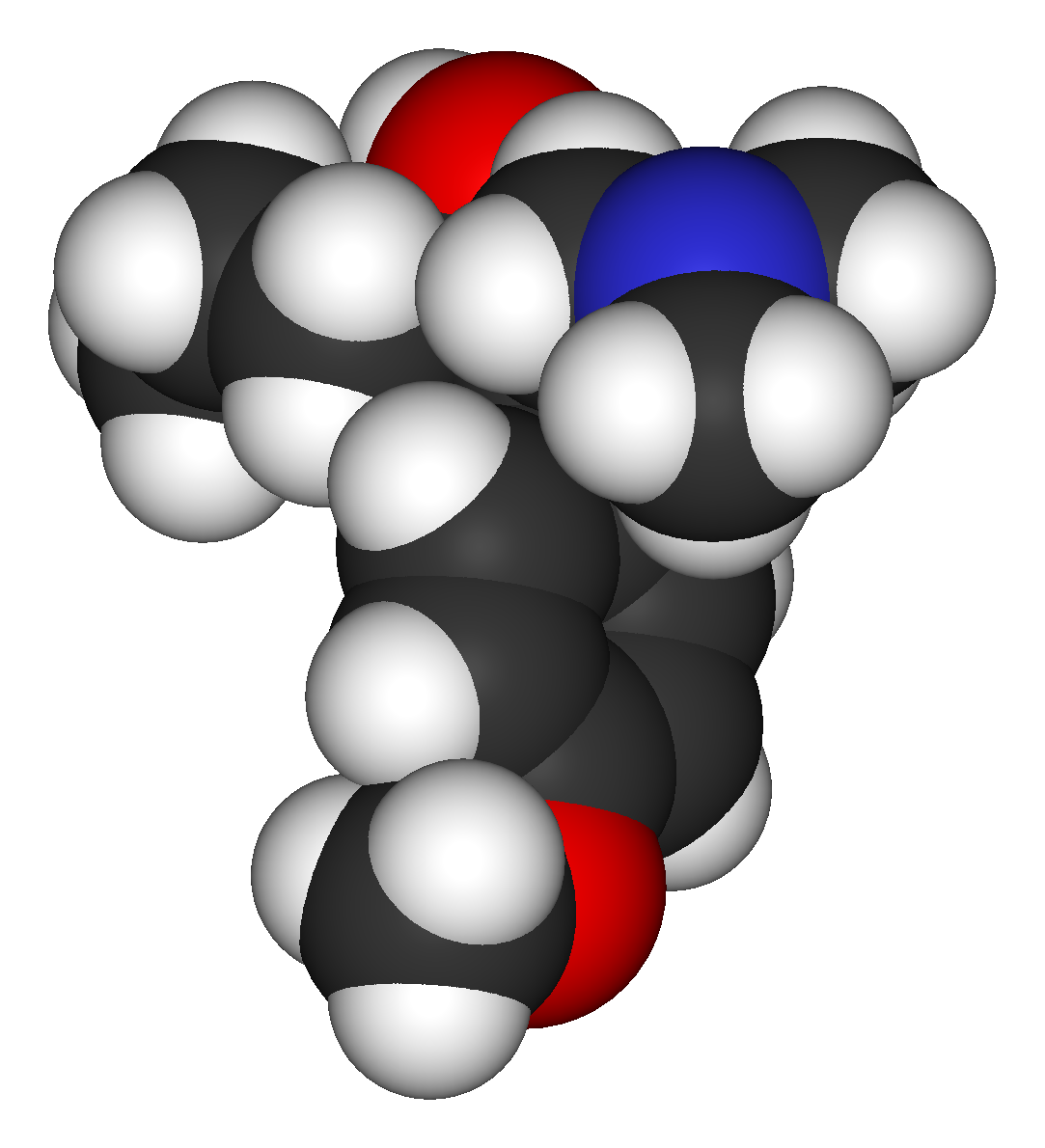
Venlafaxin, en selektiv serotonin- och noradrenalinåterupptagshämmare

Antidepressiva läkemedel hör till de vanligaste receptbelagda mediciner som psykiatrin skriver ut, och deras effekter och biverkningar är föremål för åtskilliga forskningsstudier och konkurrerande teorier. Kemiska substanser med antidepressiva egenskaper inkluderar bland annat fenylalanin, tyrosin, tryptofan, serotonin och kolin.
De flesta antidepressiva läkemedel har en fördröjd antidepressiv effekt som uppnås först efter 6-8 veckor. Andra effekter, såsom i vissa fall ångestlindring, kan inträda snabbare.
En del antidepressiva läkemedel har också blivit kända som "sinnesförhöjande medel" (därav det vilseledande begreppet "lyckopiller") trots att de inte har den effekten[källa behövs]. Annan medicin som inte är känd som antidepressivum, exempelvis antipsykotika i låga doser och bensodiazepiner, används också i stor utsträckning för behandling av depression. 
Termen antidepressivum inkluderar i vissa sammanhang vilken som helst terapi (till exempel psykoterapi, ECT, akupunktur) eller process (till exempel sömnavbrott, ljusterapi, regelbunden fysisk träning) som kliniskt förbättrar nedstämdhet.

## Lista över antidepressiva läkemedel
Antidepressiva läkemedel kan delas upp i flera relativt åtskilda kategorier, men de tre följande är de mest kända:
- Tricykliska antidepressiva (TCA, kallas även för icke-selektiva)
- Selektiva serotonin-återupptagningshämmare
- Monoaminoxidashämmare

### Selektiva serotoninåterupptagshämmare (SSRI)
- Citalopram (Cipramil, Celexa)
- Escitalopram (Cipralex, Lexapro)
- Fluoxetin (Fontex, Prozac)
- Fluvoxamin (Fevarin, Luvox)
- Paroxetin (Seroxat, Paxil)
- Sertralin (Zoloft, Asentra)
- Zimelidin (Zelmid) Det allra första SSRI-preparatet, nu avregistrerat

### Melatoninagonister
- Agomelatin (Valdoxan)

### Tricykliska (TCA)
(obs! beteckningen avser den kemiska formen med tre bensenringar och ej verkningsmekanismen, men medlen är i huvudsak icke-selektiva monoaminåterupptagshämmare)
- Imipramin (Tofranil) påverkar återupptaget av både serotonin och noradrenalin

(den allra första monoaminåterupptagshämmaren från 1957 - medlet nu avregistrerat i Sverige)
- Klomipramin (Anafranil) påverkar återupptaget av serotonin mycket starkt i vissa delar av hjärnan men även återupptaget av noradrenalin
- Trimipramin (Surmontil) enbart svag effekt på återupptaget av serotonin och noradrenalin, men medlet har även svagt neuroleptisk, dopaminhämmande effekt
- Amitriptylin (Saroten, Tryptizol, tidigare också Larozyl, i USA kallat Elavil) påverkar återupptaget av både serotonin och noradrenalin samt är ångestdämpande
- Nortriptylin (Sensaval, Noritren) påverkar återupptaget av främst noradrenalin men även av serotonin (metaboliten till amitriptylin)
- Desipramin (Petrofin) påverkar främst återupptaget av noradrenalin (metaboliten till imipramin och lofepramin, medlet är nu avregistrerat i Sverige)
- Lofepramin (Tymelyt) påverkar nästan enbart återupptaget noradrenalin, nu avregistrerat i Sverige
- Protriptylin (Concordin) påverkar främst återuptaget av noradrenalin, nu avregistrerat i Sverige
- Doxepin (inte inregistrerat i Sverige)

Följande är också kemiskt TCA-preparat, men har helt atypiska farmakologiska egenskaper:
- Opipramol (Insidon) – sigma (σ1 och σ2) receptor agonist
- Tianeptin (Stablon) – glutamatmodulator, SSRE, samt atypisk μ-opioid receptor agonist
- Amineptin (Survector, Maneon) påverkar återupptaget av dopamin och norepinefrin (DNRI). Nära besläktad med Tianeptin.

### Tetracykliska
(obs! beteckningen avser den kemiska formeln och inte verkningsmekanismen)
- Maprotilin (Ludiomil) Det första medel som selektivt påverkade återupptaget av noradrenalin - kallas trots detta icke-selektivt i nyare litteratur
- Mianserin (Tolvon) - ökar frisättningen av noradrenalin men har även viss effekt på vissa serotoninreceptorer

### Selektiva serotonin- och noradrenalinåterupptagshämmare
- Duloxetin (Cymbalta)
- Venlafaxin (Efexor, Efexor Depot)

### Selektiva noradrenalinåterupptagshämmare
- Maprotilin (Ludiomil) Den första selektiva noradrenalinsåterupptagshämmaren - kallas trots detta för ett icke-selektivt medel i nyare litteratur
- Reboxetin (Edronax)

### Noradrenergt och specifikt serotonergt antidepressivt läkemedel (NaSSA)
- Mirtazapin (Remeron)

### MAO-hämmare
- Moklobemid (Aurorix) – hämmar nedbrytningen av främst serotonin men även av noradrenalin och till viss del dopamin.

### Övriga
- Nefazodon (Nefadar) avregistrerat - påverkar främst serotonin
- Bupropion (Wellbutrin, Voxra) påverkar främst acetylkolin men även noradrenalin och dopamin. Används främst vid depression men även vid ADHD och rökavvänjning
- Tryptofan Omvandlas i kroppen till serotonin
- Litium - förebygger både depression och mani, dock enbart svag effekt på innevarande depression. Manodepressiv sjukdom kan dock stabiliseras på lätt depressiv nivå av litiummedicinering.
- Flupentixol (Fluanxol) Ett neuroleptikum som i svag dos även har viss antidepressiv effekt - trots att medlet blockerar både dopaminerga och noradrenerga receptorer
- Karbamazepin (Tegretol, Hermolepsin) Ett antiepileptiskt medel som är besläktat med tricykliska antidepressiva (TCA). Karbamazepin har svagt antidepressiv effekt och anses lämpligt på bipolära patienter med snabba växlingar mellan maniska och depressiva tillstånd. Liksom litium kan dock sinnesstämning stabiliseras på en lätt depressiv nivå av karbamazepinbehandling.
- Buspiron (Buspar) Ångestdämpande medicin med effekt på serotoninsystemet. Har enbart svag antidepressiv effekt och räknas normalt inte till gruppen antidepressiva.